# 화난관박쥐
화난관박쥐(Rhinolophus huananus)는 관박쥐과에 속하는 박쥐의 일종이다. 중국 남부에 널리 분포한다.

## 특징
작은 크기의 박쥐로 머리부터 몸까지 길이는 33.49~40mm, 어깨 길이는 39.3~43.12mm이다. 꼬리 길이는 14~22mm, 귀 길이는 19.43~22.59mm이다.

## 생태
먹이는 곤충이다.

## 분포 및 서식지
중국 남부 광둥성과 광시 좡족 자치구, 장시성에 널리 분포한다.